# Allobates goianus
Espèce
Synonymes
- Colostethus goianus Bokermann, 1975

Statut de conservation UICN

 DD  : Données insuffisantes
Allobates goianus est une espèce d'amphibiens de la famille des Aromobatidae.

## Répartition
Cette espèce est endémique d'Alto Paraíso de Goiás dans l'État de Goiás au Brésil. Elle se rencontre vers 1 500 m d'altitude.

## Étymologie
Cette espèce est nommée en référence au lieu de sa découverte, l'État de Goiás.

## Publication originale
- Bokermann, 1975 : Una nova espécie de Colostethus do Brasil Central (Anura, Dendrobatidae). Iheringia, sér. Zoologia, Porto Alegre, no 46, p. 13-16 (texte intégral).